# 福禄朝鲜族满族乡
福禄朝鲜族满族乡（中国朝鲜语：／）是中华人民共和国黑龙江省牡丹江市穆棱市下辖的一个民族乡。
2013年8月7日，黑龙江省民政厅批复同意将福禄乡变更为福禄朝鲜族满族乡。

## 行政区划
福禄朝鲜族满族乡下辖以下村级行政区划单位：
福录村、光明村、五林村、高峰村、四方村、国光村、广太村、康乐村、自平村、东新村、成德村、巨丰村、纯盛村、福生村、平盛村和新明村。

## 地理区位
福禄朝鲜族满族乡位于穆棱市东北部，是穆棱市一个少数民族集聚的边境农业乡镇。地处东北亚“金三角”之中，位于对俄出口的黄金通道上，鸡马公路、丹阿公路纵穿乡域全境，距绥芬河机场45公里、绥满高速50公里，与国际经贸大道301国道和滨绥铁路、206省道连接，东与俄罗斯接壤，有44公里的边境线；南连绥芬河、东宁等国家一级口岸；西接闻名遐迩的牡丹江市；北靠煤城鸡西市。